# 天竜川川下り船転覆死亡事故
天竜川川下り船転覆死亡事故（てんりゅうがわかわくだりせんてんぷくしぼうじこ）は、2011年（平成23年）8月17日午後2時17分頃、 静岡県浜松市天竜区の天竜川で運航されていた「遠州天竜舟下り」の川下り船第十一天竜丸が転覆し、乗客ら5人が死亡した水難事故。
国土交通省運輸安全委員会の報告書での事故の名称は「旅客船第十一天竜丸転覆事故」である。なお「遠州天竜舟下り」は静岡県内の天竜川水域で運航されていたもので、長野県飯田市にある天竜川の川下り船（「天竜ライン下り」及び「天竜舟下り」）とは水域が異なる。

## 概要
静岡県・浜松市等が出資する第三セクター企業の天竜浜名湖鉄道株式会社は、1948年に二俣町観光協会（当時）が開始した川下り事業を引き継ぎ、2003年4月より天竜観光協会からの委託で「遠州天竜舟下り」として天竜川での川下り事業を行っていた。
運航区間は、浜松市天竜区米沢所在の乗船場から、同区二俣（飛龍大橋）所在の下船場までの約6キロメートルで、所要時間約1時間。船には動力（エンジン）がついていることから、一般旅客定期航路として認可を受けていた。
2011年8月17日に発生したこの事故では、客64人が連なった3隻（第十二天竜丸・第十一天竜丸・第十三天竜丸）に分乗し、第十一天竜丸は3隻の真ん中に位置していた。午後1時54分頃、第十一天竜丸は、船頭2人（とも乗り1人、へ乗り1人）と乗客21人（大人14人、中学生1人、小人5人及び幼児1人）を乗せて乗船場を出発した。そして二俣城址付近の渦が発生している湾曲部を川下り中、午後2時17分頃左岸に衝突。左岸の岩場に右舷船首部の船底が乗り揚げて左舷船尾部から浸水し転覆した。支流の阿多古川との合流地点から約200メートル上流で、乗っていた23人全員が川に流された。20人が救助され、うち7人は病院に搬送されたが、残る3人は行方不明となり、捜索が続けられた。運輸安全委員会は船舶事故調査官3人を現地に派遣した。
23人のうち乗客4人（幼児1人・男性1人・女性2人）及び船頭1人の計5人が死亡し、5人が負傷した。
この事故の影響により、1948年から静岡県浜松市で続いた観光川下り「遠州天竜舟下り」から天竜浜名湖鉄道は撤退し、翌2012年春をもって63年余の歴史に終止符を打った。事故後、浜松市天竜区の乗船場があった付近は流れが変わり大きな河原になっている。

## 原因・背景
現場は流れの激しい場所であったこと、救命胴衣を着用させていなかったことが指摘されている。
事故発生場所は浜松市天竜区二俣の天竜川左岸、鳥羽山三角点から570メートル付近である。川幅約55メートルの急流で、下流に向かって右にカーブし、左岸が岩場、右岸が河原になる場所であった。このため、いったん底に沈んだ水が上昇して渦を巻く噴流がみられ、左岸では岩場に向かう強い流れが、右岸では上流にさかのぼる反流が生じていた。第十一天竜丸は渦の中心のやや右側を通過しようとしたが、噴流などの影響で船首が右岸側に振られて180度旋回。上流に戻ってやり直すために、船首側船頭だった67歳の船頭が声をかけ、船尾の事故で死亡した船頭が船外機のエンジンをかけたものの、すでに制御できない状態となっており、船首を上流に向けたまま岩場に衝突し転覆した
また運輸安全委員会の報告書によると事故当時、乗客や乗員（へ乗り、とも乗り）は救命胴衣を着用していなかったと推定されている。
- 大人の乗客14人分の救命クッションが備え付けられ、座る場所付近に並べて置かれていたが、乗員（へ乗り）は座布団代わりに使うとよい旨を伝えていた[3]。
- 中学生及び小人の6人には小児用救命胴衣を配布していたが、12歳未満の児童には常時救命胴衣を着用させるとする作業基準に基づく措置を講じていなかった[3]。
- 幼児については、配布者は小児用救命胴衣を乗客の一人の横に置いたとしているが、乗客三人は幼児には小児用救命胴衣が配布されなかったと述べた[3]。運輸安全委員会の報告書では幼児には小児用救命胴衣が配布されなかったか乗客に理解されなかった可能性があるとし、小型船舶安全規則（小安則）に適合する幼児用救命胴衣は備えていなかったものと考えられるとしている（小型船舶安全規則では小児の体重を考慮して適当と認める種類及び数の救命胴衣を備え付けることとされている）[3]。

乗客が川に落ちた場合の対応や溺れている人を助ける内容の安全訓練は、6月から7月頃に年1回実施されていた。一方で船の転覆を想定した訓練は実施されておらず、また転覆した際の救助手順などを定めたマニュアルもなかった。

## 裁判
安全統括管理者であった天竜浜名湖鉄道営業課長のほか、事故当日船首で操船していた船頭、船頭主任（いずれも事故当時）の3人が業務上過失致死の罪に問われた。静岡地方裁判所の第一審において営業課長と船頭の2人は起訴事実を認めた。船頭主任は「船頭主任とは安全管理者ではなく船頭達のリーダーに過ぎず、安全管理体制を構築する義務はない」として無罪を主張し、争う姿勢を見せた。
2017年1月、静岡地裁は「自然の河川を下る船下りであるにも拘らず安全意識が希薄だった」と指摘し、3人に注意義務違反があったと認定。営業課長に禁錮2年6カ月執行猶予4年（求刑禁錮2年6カ月）、船頭に禁錮3年執行猶予4年（求刑禁錮3年）、船頭主任に禁錮2年6カ月執行猶予4年（求刑禁錮2年6カ月）の執行猶予付き有罪判決を言い渡した。営業課長と船頭は控訴せず確定。船頭主任は東京高等裁判所に控訴した。
2017年9月、東京高等裁判所は「安全に関する責任者とは言えず、注意義務違反を認めた一審判決は事実の誤認がある」として一審の有罪判決を破棄、船頭主任に逆転無罪判決を言い渡した。

## 慰霊
2012年3月、天竜浜名湖鉄道は事故後中止されていた川下り事業を廃止。同年には事故現場の上流に慰霊碑が建立され、同年8月17日より毎年同日に天竜浜名湖鉄道が慰霊碑前にて追悼慰霊式を挙行している。遺族、社長、事故当時の社長ほか会社関係者、浜松市の天竜観光協会他観光関係者らが献花を行っている。